# 南アフリカ人の一覧
南アフリカ人の一覧（みなみアフリカじんのいちらん）は、南アフリカ共和国市民・出身者の一覧。

## あ行
- ロバート・イネス - 天文学者
- レジー・ウォーカー - 陸上競技選手
- アーノルド・ヴォスルー - 俳優
- アバ・エバン - 南アフリカ共和国生まれのイスラエルの政治家
- アーニー・エルス - ゴルファー
- アーネスト・オッペンハイマー、ハリー・オッペンハイマー - 「ダイヤモンド王」。ユダヤ系（ドイツ出身）

## か行
- ケビン・カーター - 写真家・ジャーナリスト
- ジャスティン・ガブリエル - WWE所属のプロレスラー
- トーマス・C・カンサ- ボランティア活動家、詩人
- レティーフ・グーセン - ゴルファー
- ジョン・クッツェー - 文学者。オランダ系。ノーベル文学賞受賞
- ジャブ・クハニール - ミュージシャン
- ポール・クリューガー - 南アフリカ共和国の前身の一つ、トランスヴァール共和国の大統領
- アーロン・クルーグ - 科学者。ユダヤ系。ノーベル化学賞受賞
- ヨハン・クロンジェ - 陸上競技選手。
- ゲリー・コーツィー - ボクサー
- ナディン・ゴーディマー - 作家。ユダヤ系。ノーベル文学賞
- ギフト・ンゴエペ - メジャーリーガー

## さ行
- ジャネット・サズマン - 女優。ユダヤ系
- ダン・ジェイコブソン - 作家。ユダヤ系
- イアン・シェクター - レーシングドライバー
- ジョディー・シェクター - レーシングドライバー
- マーク・シャトルワース - 実業家、LinuxのディストリビューションUbuntuの創始者
- ンコシ・ジョンソン - 南アフリカ人の少年。後天性免疫不全症候群（エイズ）に母子感染して生まれた為、12歳で亡くなっている
- テイラー・スコット - 野球選手。NPB初の南アフリカ共和国出身の選手
- ヘレン・スズマン - 反アパルトヘイト活動家、政治家。ユダヤ系
- ジョー・スロボ（スロヴォ） - 政治家。ユダヤ系
- ショーン・スロボ - 脚本家
- チャールズ・スワルト - 政治家
- シャーリーズ・セロン 女優
- キャンディス・スワンポール　-ファッションモデル

## た行
- デイヴ・チャールトン - レーシングドライバー。イギリス生まれ
- ジョサイア・チュグワネ - 陸上競技選手。アトランタ五輪男子マラソン金メダル
- デズモンド・ムピロ・ツツ - 平和運動家、大司教
- フレデリック・ウィレム・デクラーク - 政治家。元大統領
- ドリカス・デュ・プレシ - 総合格闘家。UFC世界ミドル級王者
- ラッキー・デューベ - 歌手、ミュージシャン
- アントニイ・トルー - 作家、実業家、海軍軍人
- J・R・R・トールキン - 言語学・文献学者、小説家

## な行
- キャンディス・ニューンズ（英語版） - 女優。キャンディス・ヌネスとも称される
- ヤン・"ザ・ジャイアント"・ノルキヤ - キックボクサー
- シヤボンガ・ノンベテ - サッカー選手

## は行
- ジョナサン・バトラー フュージョン・ギタリスト、シンガー
- ロリー・バーン - カーデザイナー
- シーモア・パパート - コンピュータ科学者。ユダヤ系
- ロバート・ハンター - 自転車競技選手
- スティーヴン・ピーナール - サッカー選手
- スティーヴ・ビコ - 「黒人意識運動」の活動家
- クイントン・フォーチュン - サッカー選手
- ギャヴィン・フッド - 映画監督・脚本家・俳優
- アソール・フュガード - 作家・俳優・演出家
- ソロモン・チェキソ・プライキ（プラーチェ） - 作家、政治家。ツワナ族
- ジャック・フライターク - 陸上競技選手
- フランク・テンプルトン・プリンス - 詩人
- ブレイテン・ブレイテンバッハ（ブライテン・ブライテンバッハ） - 作家、活動家
- アンドリース・プレトリウス - 開発者・軍人
- マルティヌス・プレトリウス - 開発者・軍人
- シドニー・ブレナー - 生物学者。ユダヤ系。ノーベル生理学・医学賞受賞
- ペネローペ・ヘインズ - 競泳選手
- ベッシー・ヘッド - 作家
- マイク・ベルナルド - 格闘家
- ピーター・ウィレム・ボータ - 政治家。元大統領
- ローレンス・ヴァン・デル・ポスト - アフリカーナー著作家。他分野に亘って活動している
- ニール・ブロムカンプ - 映画監督・脚本家

## ま行
- イーロン・マスク - 実業家
- ベニー・マッカーシー - サッカー選手
- ゴードン・マレー - カーデザイナー
- シドニー・マレー - 陸上競技選手
- ネルソン・マンデラ - 政治家、前大統領
- サラ・ミリン - 作家。ユダヤ系
- オズワルド・ムチャーリ - 詩人。ズールー人
- エゼキエル・ムファレレ - 作家・ジャーナリスト。ソト人
- ムブイレニ・ムラウジ - 陸上競技選手
- アーロン・モコエナ - サッカー選手

## ら行
- ベイジル・ラスボーン - 俳優
- トレヴァー・ラビン - ギタリスト
- アルバート・ルツーリ - 黒人解放運動指導者
- デネイス・レイツ - 政治家・軍人
- セシル・ローズ - 政治家